# آرتور بوكا
آرتور بوكا ((بالإنجليزية: Arthur Boka)‏)، من مواليد 2 أبريل 1983 في أبيدجان في ساحل العاج، لاعب كرة قدم عاجي.
بدأ مسيرته الكروية مع نادي أسيك أبيدجان في عام 1996، ولعب معهم حتى عام 2002، وفي عام 2002 انتقل إلى نادي بيفيرن البلجيكي، ولعب معهم حتى عام 2004، وشارك معهم في 61 مباراة وسجل 5 أهداف، وفي عام 2004 انتقل إلى نادي ستراسبورغ الفرنسي، ولعب معهم حتى عام 2006، وشارك معهم في 61 مباراة، ومنذ عام 2006 وهو يلعب مع نادي شتوتغارت الألماني.
و هو يلعب مع منتخب ساحل العاج لكرة القدم منذ عام 2004.

## روابط خارجية
- آرتور بوكا على موقع الاتحاد الدولي (مؤرشف)  (الإنجليزية)
- آرتور بوكا على موقع إي إس بي إن إف سي (الإنجليزية)
- آرتور بوكا على موقع قاعدة بيانات كرة القدم.إي يو (الإنجليزية)
- آرتور بوكا على موقع بيانات كرة القدم. دي إي (الألمانية)
- آرتور بوكا على موقع ليكيب (الفرنسية)
- آرتور بوكا على موقع ناشيونال فوتبول تيمز (الإنجليزية)
- آرتور بوكا على موقع Soccerbase.com (لاعب) (الإنجليزية)
- آرتور بوكا على موقع Soccerway.com (الإنجليزية)
- آرتور بوكا على موقع عالم كرة القدم.نت (الإنجليزية)
- آرتور بوكا على موقع كووورة